# Banski Kovačevac
Banski Kovačevac – wieś w Chorwacji, w żupanii karlowackiej, w gminie Lasinja. W 2011 roku liczyła 120 mieszkańców.